# 1968년 동계 올림픽 이탈리아 선수단
1968년 동계 올림픽 이탈리아 선수단은 1968년 2월 6일부터 18일까지 프랑스 그르노블에서 개최된 1968년 동계 올림픽에 참가한 올림픽 이탈리아 선수단이다.